# 2025年金磚國家峰會
2025年金磚國家峰會是第十七次金砖国家峰会，此次峰會在巴西里約熱內盧举行，也是印度尼西亞加入金砖国家后首次舉行的金砖国家峰会。

## 背景
在這次峰會舉行前，各國外長在2025年4月28-29日於巴西里約熱內盧會談。儘管會後沒有發聯合公報，與會的領導人也表達對美國特朗普政府推動保護主義政策的擔憂

## 出席會議的金磚國家領導人
- 巴西
總統路易斯·伊纳西奥·卢拉·达席尔瓦 (東道主)
- 俄羅斯
 外交部長谢尔盖·拉夫罗夫（代表弗拉基米爾·普京）[3]
- 印度
總理纳伦德拉·莫迪
- 中华人民共和国
國務院總理李強（代表習近平）
- 南非
 總統西里爾·拉馬福薩
- 埃及
總理穆斯塔法·马德布利
- 衣索比亞
總理阿比·艾哈邁德
- 印度尼西亞
總統普拉博沃·苏比延多
- 伊朗
外交部长（英语：Minister of Foreign Affairs (Iran)）阿巴斯·阿拉格齐[4]
- 阿联酋
哈立德·本·穆罕默德·阿勒纳哈扬（英语：Khaled bin Mohamed Al Nahyan）, 阿布扎比王儲[5][6]

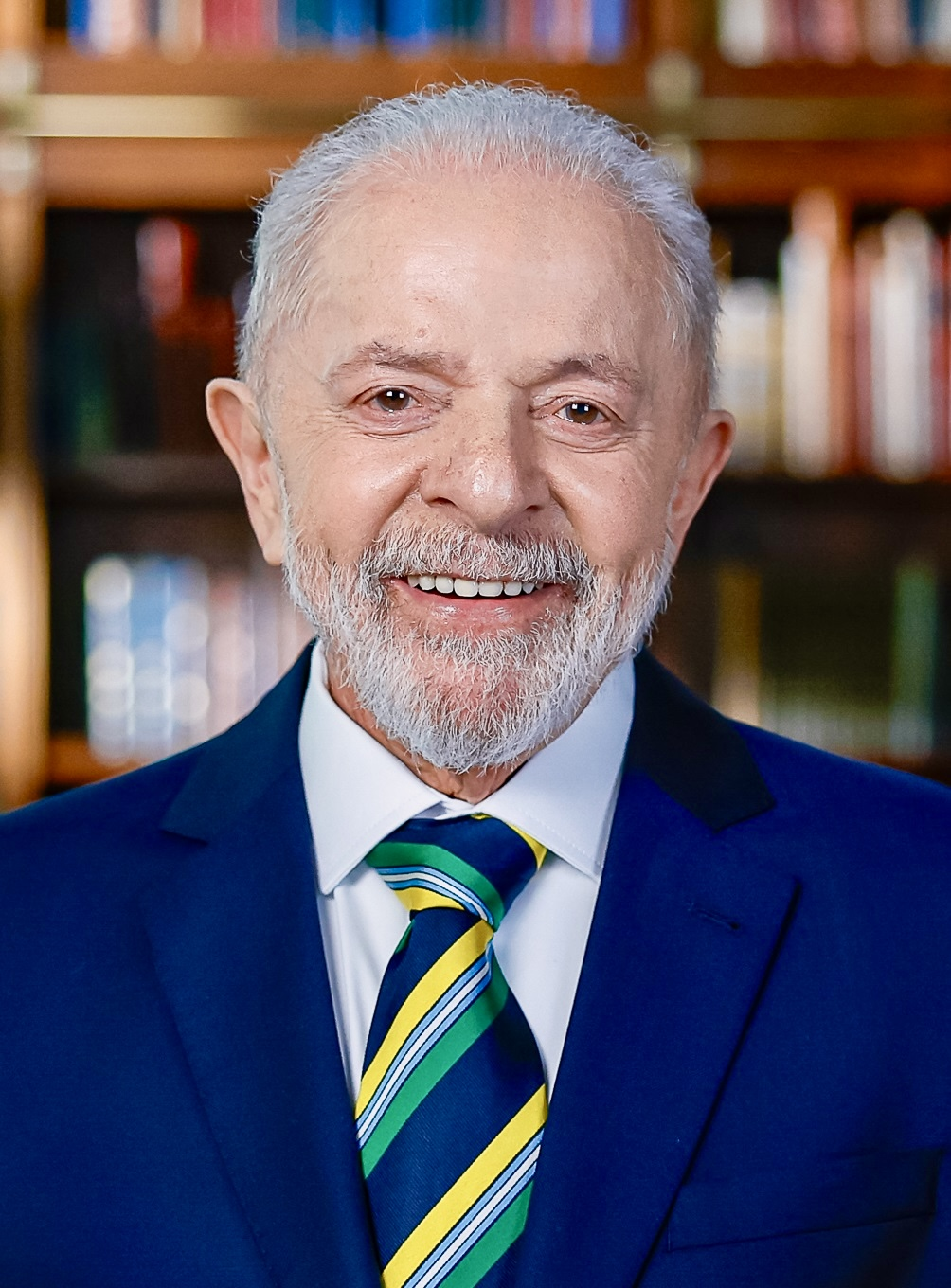
BRA 總統路易斯·伊纳西奥·卢拉·达席尔瓦 (東道主)
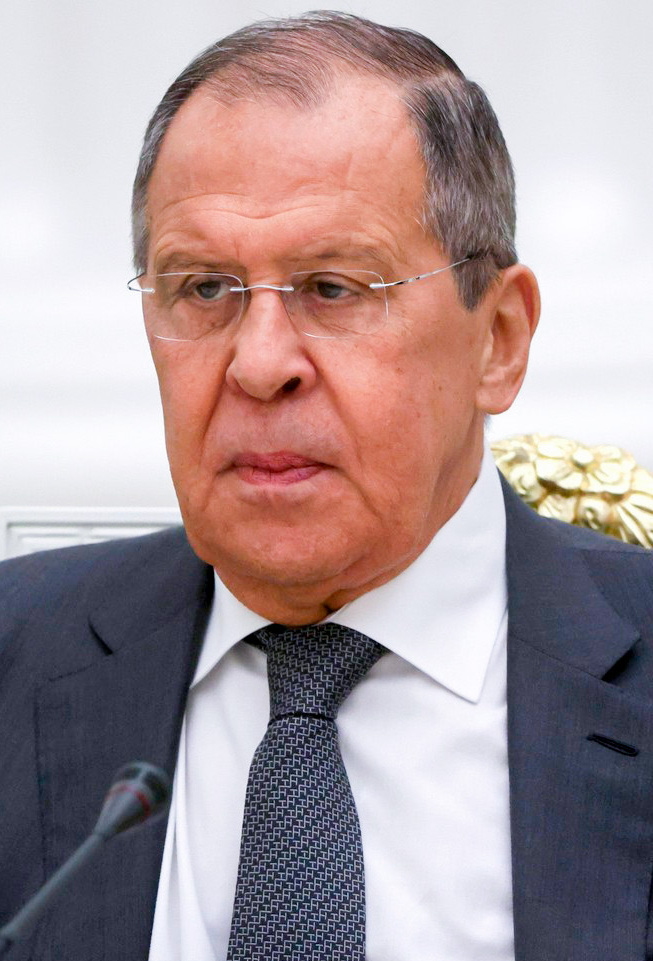
RUS 外交部長谢尔盖·拉夫罗夫（代表弗拉基米爾·普京）
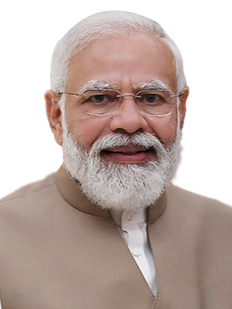
IND 總理纳伦德拉·莫迪
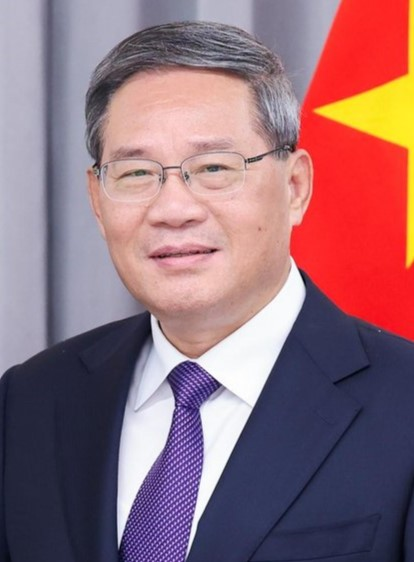
PRC 國務院總理李強（代表習近平）
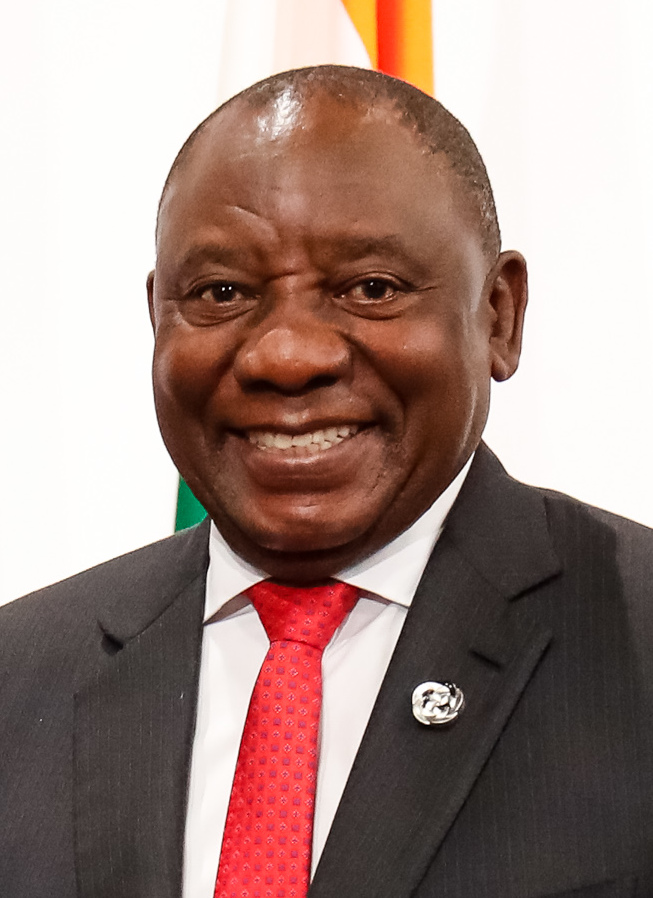
SAF 總統西里爾·拉馬福薩
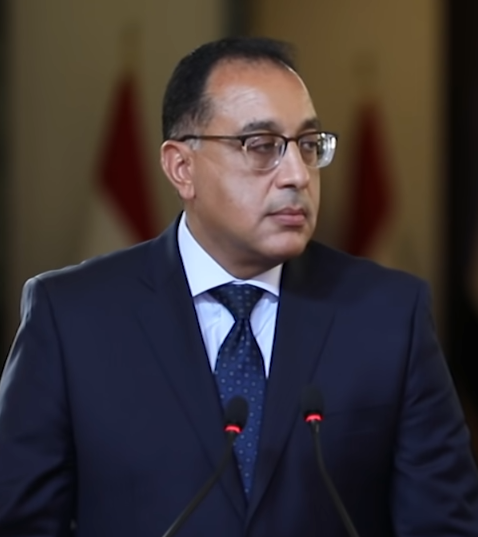
EGY 總理穆斯塔法·马德布利
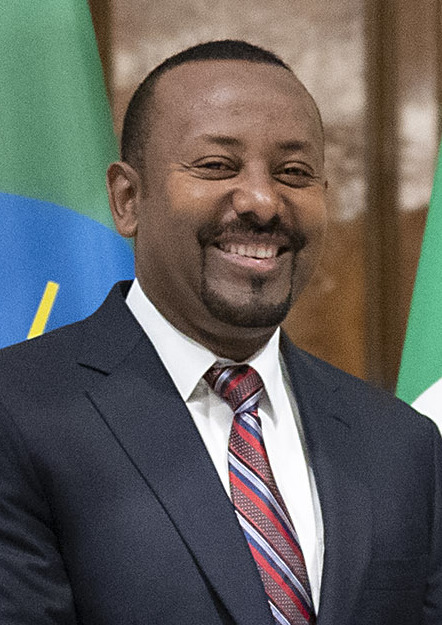
ETH 總理阿比·艾哈邁德
IDN 總統普拉博沃·苏比延多
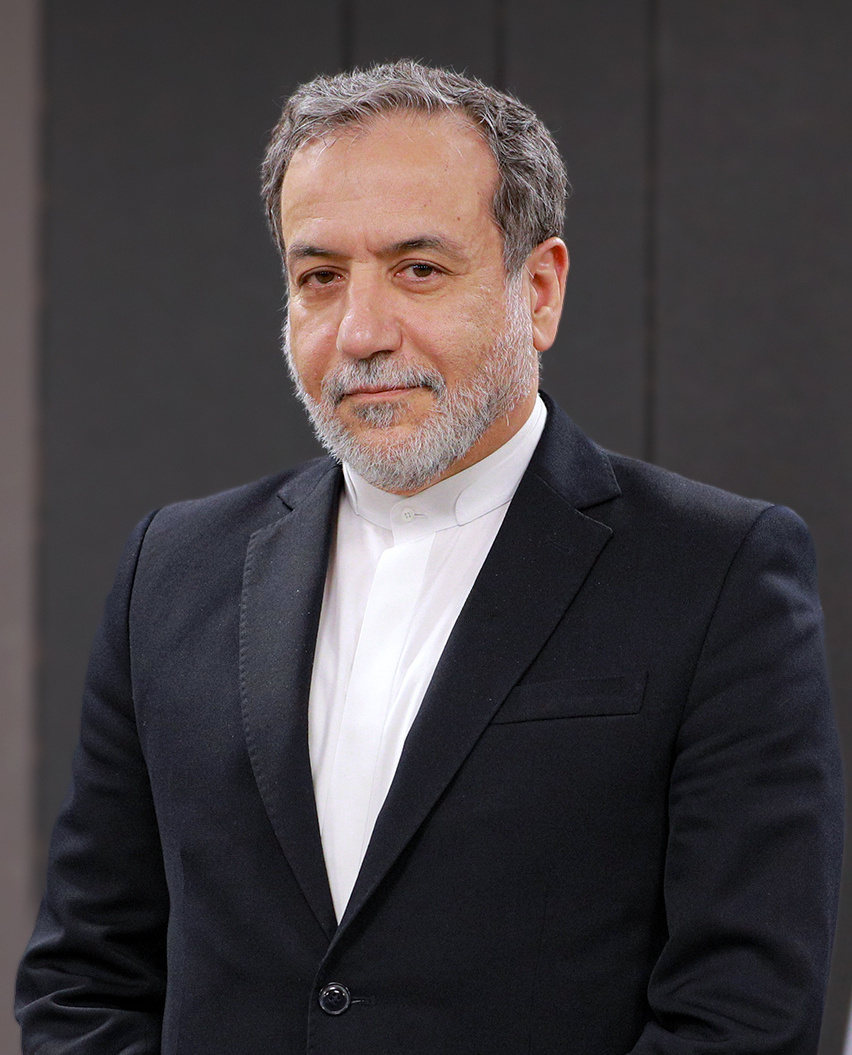
IRI 伊朗外交部长阿巴斯·阿拉格齐
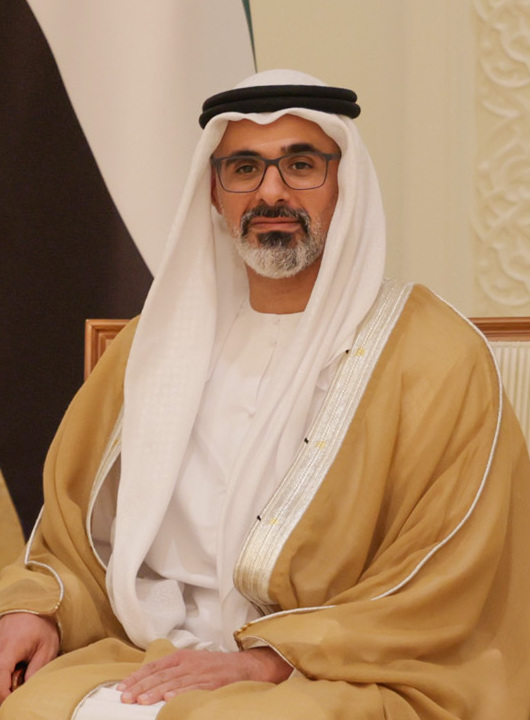
UAE 哈立德·本·穆罕默德·阿勒纳哈扬, 阿布扎比王儲

中華人民共和國領導人習近平自2012年當選中共中央總書記成為最高領導人以來首次缺席金磚國家峰會。俄羅斯總統弗拉基米爾·普京也沒有親自出席，僅以線上形式參加會議。